# Polsko-litevská unie

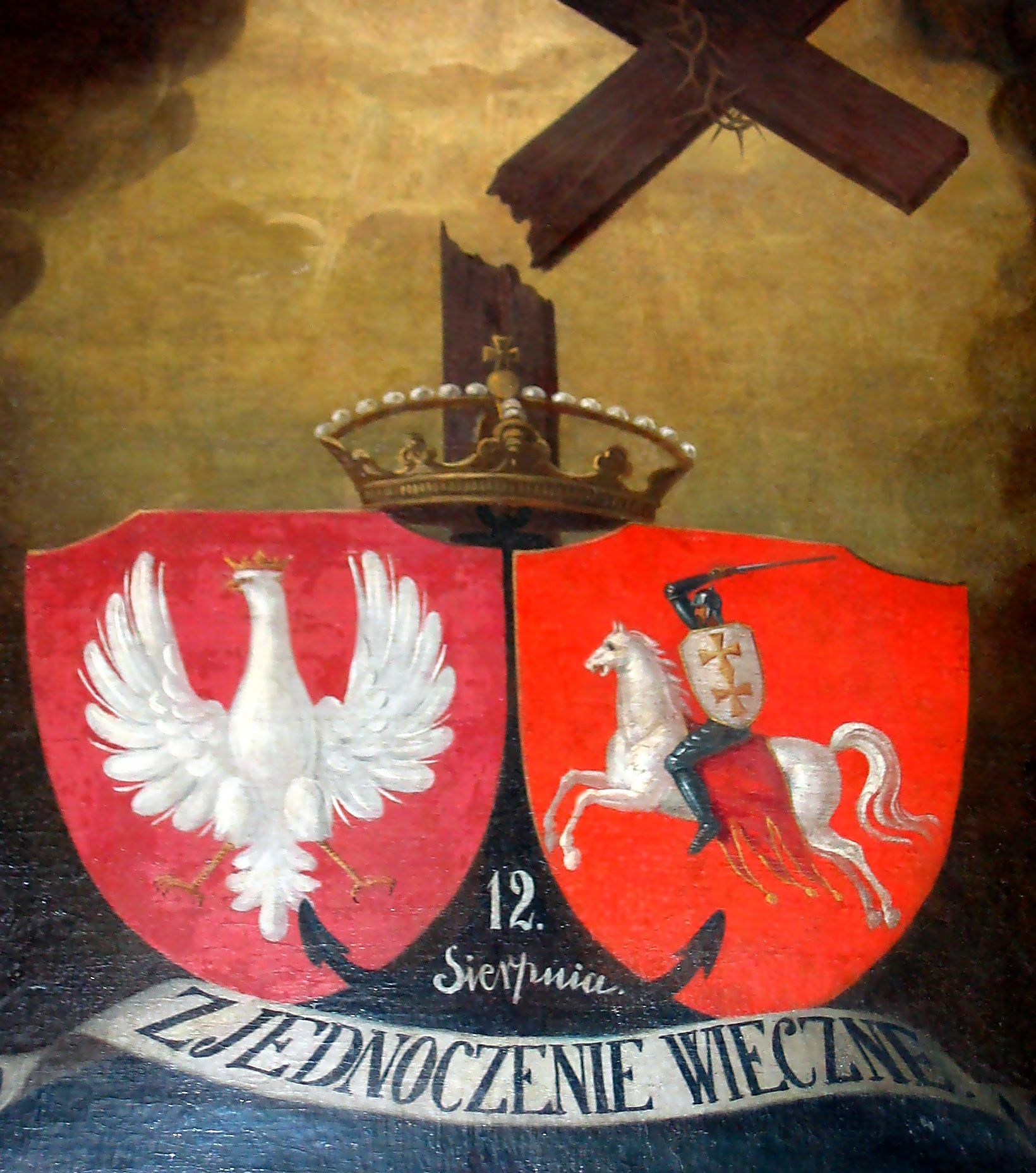
Malba oslavující Polsko-litevskou unii (přibližně 1861)

Pojem Polsko-litevská unie (polsky Unia polsko-litewska) označuje řadu spojeneckých aktů, které proběhly mezi Polským královstvím a Litevským velkoknížectvím.
Tyto svazky trvaly po dlouhou dobu a vedly k vytvoření polsko-litevské konfederace - Republiky obou národů roku 1569, v roce 1791 spojené do jediného státu, který však existoval jen krátce.
Nejvýznamnějšími mezníky procesu či unie byly:
- 14. srpna 1385 – Krewská unie - personální unie založená manželstvím litevského knížete Jagella (přijal přitom jméno Vladislav II.) s královnou (korunována jako „král“) polskou a uherskou Hedvikou (Jadwigou) z rodu Anjou, prohlášenou později za světici a patronku Polska;
- 1401 – Vilensko-radomská unie – garance nezávislosti Litvy, v čele s Vytautasem (Vitoldem), coby velkoknížetem a Vladislav II. Jagello (litevsky Jogaila) jako králem;
- 1413 – Horodelská unie - potvrzení zásad vilensko-radomské unie, vrchního panství polského krále nad litevským velkoknížetem, přijetí litevských bojarských rodů katolického vyznání do řad polské "szlachty" (zrovnoprávnění polské a litevské šlechty), přijetí litevských rodů k polským "herbům";
- 1432 (1432-34) - Grodenská unie - Polsko a Litva vedle sebe existovaly jako dva samostatné útvary spojené osobou panovníka. Součástí smlouvy bylo i zrovnoprávnění pravoslavných bojarů, které se však neuskutečnilo[1];
- 1499 – Krakovsko-vilenská unie;
- 1501 – Mělnická dohoda - částečný návrat k původnímu projektu, nebyl plně realizován, ale byl důležitým krokem pro k uzavření unie nadcházející;
- 1. července 1569 - Lublinská unie – vytvoření Republiky obou národů;
- Ústava z 3. května 1791 - Polské království a Velkoknížectví litevské byly zrušeny a namísto nich vzniká unitární stát, konstituční království Republika obou národů;
- 1794 – Kościuszkovo povstání;
- 1795 – 3. dělení Polska, definitivní zánik unie (Republiky obou národů).